# 岩谷俊夫
岩谷 俊夫（いわたに としお、1925年10月24日 - 1970年3月1日）は兵庫県神戸市灘区出身の新聞記者、サッカー選手、サッカー指導者。

## 経歴
御影師範学校附属小学校でサッカーを始める。
1938年に兵庫県立第一神戸中学校（現：兵庫県立神戸高等学校）へ進学、ア式蹴球部のエースとして1941年に明治神宮競技大会で優勝、翌1942年には主将として橿原神宮大会優勝と明治神宮競技大会連覇に貢献した。1943年に早稲田大学に進学しア式蹴球部へ入部。
1945年7月に兵役に就いたが、病気のために同年8月に除隊となった。戦後は早稲田大学に復学し、1946年と1947年に関東大学サッカーリーグ戦と東西大学1位対抗において2年連続二冠に貢献した。
大学卒業後の1948年に三共に入社するが、半年後に退社し共同通信社や毎日新聞社で運動部記者として活躍した。この傍ら1951年に川本泰三らと共に大阪サッカークラブを結成し、同年の第31回天皇杯全日本サッカー選手権大会で準優勝した。
日本代表としては1951年に代表デビューを飾り、同年3月の1951年アジア競技大会に出場。1954年の1954 FIFAワールドカップ・予選、同年5月の1954年アジア競技大会、1956年のメルボルンオリンピック予選などに出場し国際Aマッチ8試合出場4得点を記録した。
引退後は指導者の道へ進み、1960年に日本ユース代表監督、1965年から神戸少年サッカースクール、大阪スポーツマンクラブ少年サッカースクールの指導者として、また自身が勤務する毎日新聞紙上で「サッカー教室」を連載し、1967年には、それらをまとめた『サッカーの教え方、学び方』を出版した。
1968年、東京本社へ転勤。1969年、転校した長男がサッカー部に所属していた縁で浦和市立南高等学校（現さいたま市立浦和南高等学校）のアドバイザーを務め、1970年、高校サッカー史上初の総体、国体、選手権大会制覇の「単独三冠王」に貢献した。
1970年の同校の高校サッカー選手権大会優勝（三冠達成）を見届けたあと、容体が変化。1970年3月1日、国立がん研究センターにおいて脳腫瘍のため死去した。
没後の2006年に日本サッカー殿堂に選出された。

## 所属クラブ
- 御影師範学校附属小学校
- 兵庫県立第一神戸中学校（現：兵庫県立神戸高等学校）
- 早稲田大学
- 大阪サッカークラブ

## 代表歴

### 出場大会
- アジア競技大会 (1951、1954)
- 1954 FIFAワールドカップ・予選
- メルボルンオリンピック予選

### 試合数
- 国際Aマッチ 8試合 4得点(1951-1956)

| 日本代表 | 国際Aマッチ | 国際Aマッチ | その他 | その他 | 期間通算 | 期間通算 |
| 年       | 出場        | 得点        | 出場   | 得点   | 出場     | 得点     |
| -------- | ----------- | ----------- | ------ | ------ | -------- | -------- |
| 1951     | 3           | 2           | 6      | 1      | 9        | 3        |
| 1952     | 0           | 0           | 1      | 0      | 1        | 0        |
| 1953     | 0           | 0           | 3      | 0      | 3        | 0        |
| 1954     | 2           | 2           | 0      | 0      | 2        | 1        |
| 1955     | 2           | 0           | 3      | 4      | 5        | 4        |
| 1956     | 1           | 0           | 0      | 0      | 1        | 0        |
| 通算     | 8           | 3           | 14     | 5      | 21       | 8        |

### 出場
| No. | 開催日         | 開催都市     | スタジアム         | 対戦相手       | 結果       | 監督     | 大会               |
| --- | -------------- | ------------ | ------------------ | -------------- | ---------- | -------- | ------------------ |
| 1.  | 1951年03月07日 | ニューデリー |                    | イラン         | △0-0(延長) | 二宮洋一 | アジア大会         |
| 2.  | 1951年03月08日 | ニューデリー |                    | イラン         | ●2-3       | 二宮洋一 | アジア大会         |
| 3.  | 1951年03月09日 | ニューデリー |                    | アフガニスタン | ○2-0       | 二宮洋一 | アジア大会         |
| 4.  | 1954年03月14日 | 東京都       | 明治神宮外苑競技場 | 韓国           | △2-2       | 竹腰重丸 | ワールドカップ予選 |
| 5.  | 1954年05月01日 | マニラ       |                    | インドネシア   | ●3-5       | 竹腰重丸 | アジア大会         |
| 6.  | 1955年01月05日 | ラングーン   |                    | ビルマ         | ●0-3       | 竹腰重丸 | 国際親善試合       |
| 7.  | 1955年10月09日 | 東京都       | 後楽園競輪場       | ビルマ         | △0-0       | 竹腰重丸 | 国際親善試合       |
| 8.  | 1956年06月10日 | 東京都       | 後楽園競輪場       | 韓国           | ●0-2(延長) | 竹腰重丸 | オリンピック予選   |

### 得点数
| # | 年月日        | 開催地               | 対戦国         | 勝敗 | 試合概要                      |
| - | ------------- | -------------------- | -------------- | ---- | ----------------------------- |
| 1 | 1951年3月9日  | インド、ニューデリー | アフガニスタン | 2-0  | 1951年アジア競技大会          |
| 2 | 1951年3月9日  | インド、ニューデリー | アフガニスタン | 2-0  | 1951年アジア競技大会          |
| 3 | 1954年3月14日 | 香港                 | 韓国           | 2-2  | 1954 FIFAワールドカップ・予選 |
| 4 | 1954年3月14日 | 香港                 | 韓国           | 2-2  | 1954 FIFAワールドカップ・予選 |

## 指導歴
- 日本ユース代表　監督
- 神戸少年サッカースクール　コーチ
- 大阪スポーツマンクラブ　コーチ
- 浦和市立南高等学校　アドバイザー

## 著書
- 『全国高校サッカー40年史』（毎日新聞社、1962年）
- 『サッカー―教え方・学び方』毎日新聞社、1967年。ASIN B000JA6TEC。